# یاتومی، آیچی
یاتومی، آیچی از شهرهای استان آیچی ژاپن است که جمعیت آن در ۱ ژانویه ۲۰۰۸ ۴۳٬۱۴۵ نفر بوده‌است.